# موراببین، ویکتوریا
موراببین (به انگلیسی: Moorabbin) یک منطقهٔ مسکونی در استرالیا است که در ویکتوریا (استرالیا) واقع شده‌است.